# 500-річчя Магдебурзького права Києва (срібна монета)
«500-рі́ччя Магдебу́рзького пра́ва Ки́єва» — срібна ювілейна монета номіналом 10 гривень, випущена Національним банком України. Присвячена 500-річчю запровадженню Магдебурзького права в Києві. Київ користувався магдебурзьким правом з початку 15 ст. Одна з уставних грамот великого князя литовського Олександра підтверджувала 1499 р. чинність норм міського права, за яким адміністративну владу над міщанами здійснювали члени виборного самоврядування та суду. Магдебурзьке право Києва збереглося до 23 грудня 1834 року.
Монету було введено в обіг 1 листопада 1999 року. Вона належить до серії «Духовні скарби України».

## Опис та характеристики монети
| Номінал грн. | Метал            | Маса, грам   | Діаметр, мм. | Якість виготовлення | Гурт     | Тираж, штук |
| ------------ | ---------------- | ------------ | ------------ | ------------------- | -------- | ----------- |
| 10           | срібло 925 проби | 31,1 / 33,62 | 38,6         | пруф                | рифлений | 5 000       |

### Аверс
На аверсі монети в орнаменті, створеному за мотивами дизайну печаток київського магістрату 17 ст., зображено малий Державний Герб України. Написи: «УКРАЇНА», «10 ГРИВЕНЬ», «1999» та позначення і проба дорогоцінного металу «Ag 925» та його вага у чистоті «31,1».

### Реверс

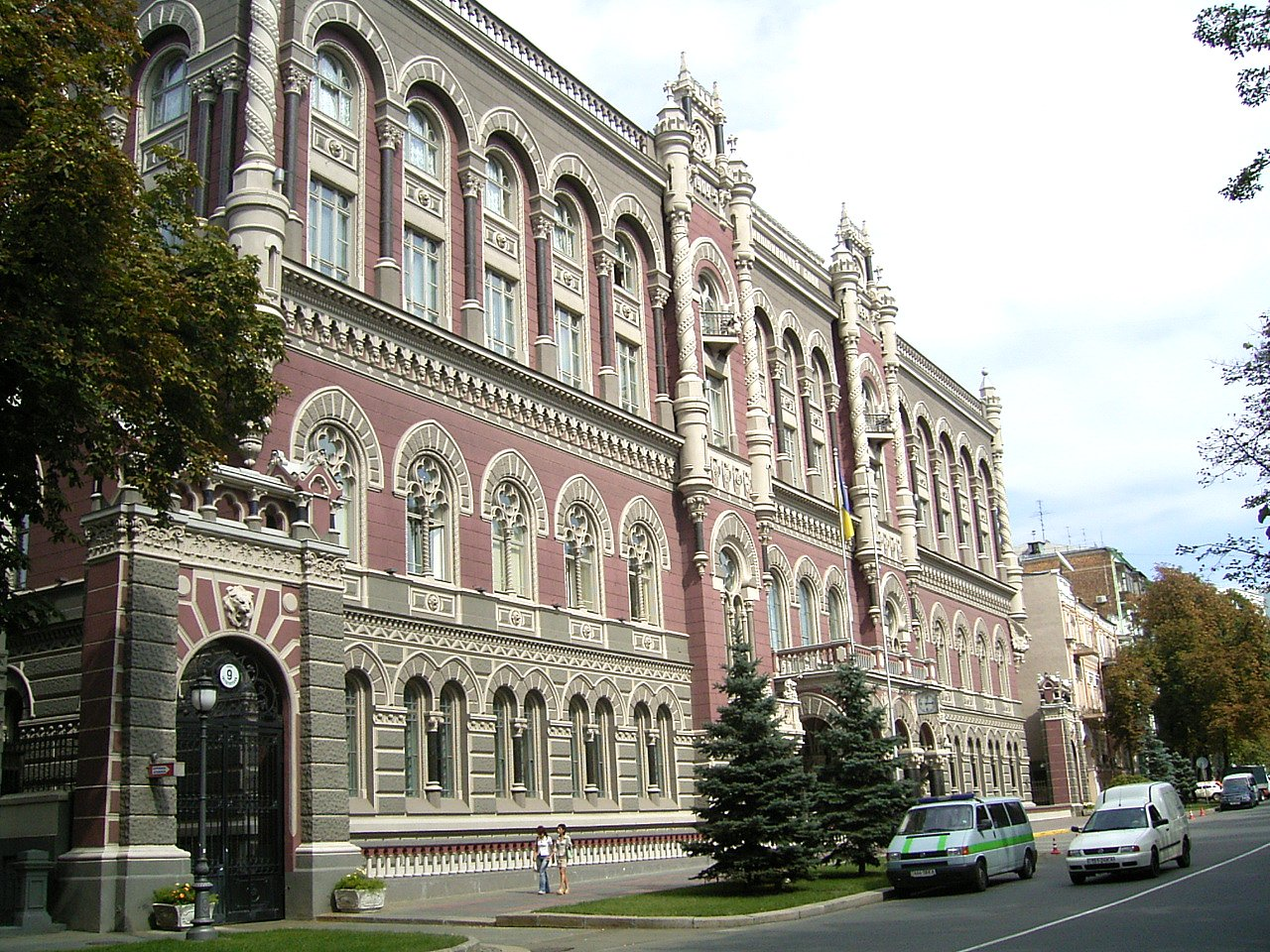
Будівля Національного банку України

На реверсі монети зображено монумент Магдебурзького права у Києві (арх. А.Меленський, 1802—1808). Написи: «МАГДЕБУРЗЬКЕ ПРАВО КИЄВА» і «500 РОКІВ.» .

## Автори
- Художник — Соломінський Юрій.
- Скульптор — Дем'яненко Володимир.

## Вартість монети
Ціна монети — 618 гривень, була вказана на сайті Національного банку України у 2015 році.
Фактична приблизна вартість монети, з роками змінювалася так:
| Рік        | 2010 | 2011 | 2012 | 2013 | 2014 | 2015 | 2016 | 2017 | 2018 | 2019 | 2020 | 2021 | 2022  | 2023  | 2024  | 2025  |
| ---------- | ---- | ---- | ---- | ---- | ---- | ---- | ---- | ---- | ---- | ---- | ---- | ---- | ----- | ----- | ----- | ----- |
| Ціна, грн. | 400  | 500  | 500  | 500  | 400  | 950  | 730  | 770  | 840  | 810  | 770  | 980  | 1 350 | 1 650 | 2 700 | 2 800 |